# Luis Ángel Díaz
Luis Ángel Díaz Méndez (Los Córdobas - Córdoba, Colombia, 11 de enero de 1995) es un futbolista colombiano que juega como mediocampista.

## Selección nacional
Fue convocado por la Selección Colombiana sub-20 para disputar el Campeonato Sudamericano Sub-20 disputado en Uruguay.

### Campeonatos Sudamericanos
| Torneo              | Sede    | Resultado  | Partidos | Goles |
| ------------------- | ------- | ---------- | -------- | ----- |
| Sudamericano Sub-20 | Uruguay | Subcampeón | 3        | 0     |

## Clubes
| Club           | País     | Año         | Part | Goles |
| -------------- | -------- | ----------- | ---- | ----- |
| Bogotá F.C.    | Colombia | 2014 - 2016 | 94   | 2     |
| Veracruz       | México   | 2016 - 2017 | 0    | 0     |
| Orsomarso S.C. | Colombia | 2017 - 2019 | 44   | 1     |

|-aling=center
|Titanes FC.
| Venezuela
|2021
|21
|1